# Semana de Acción Mundial por la Educación
Desde 2001, la Semana de Acción Mundial por la Educación se celebra la primera semana de mayo, estableciéndose en su actual formato en el Foro Mundial sobre la Educación en Dakar en el año 2000.

## Proclamación
La Semana de Acción Mundial por la Educación fue proclamada en el marco de la Campaña Mundial por la Educación (CME), nacida del impulso generado por la Conferencia Mundial de Educación para Todos en Jomtien, Tailandia, en 1990. Este evento, auspiciado por la UNESCO, el PNUD, UNICEF y el Banco Mundial, estableció el compromiso global de garantizar el acceso universal a la educación básica y reducir el analfabetismo. Más tarde, en el año 2000, durante el Foro Mundial sobre la Educación en Dakar, se reafirmaron y ampliaron estos compromisos, consolidando la CME como un movimiento clave para movilizar a la sociedad civil en defensa del derecho a la educación. Desde entonces, la CME ha liderado la organización de la Semana de Acción Mundial para continuar promoviendo la educación como derecho humano

## Celebración
Esta celebración se desarrolla durante la primera semana de mayo desde 2001. Esta semana ha sido un momento clave de movilización internacional para exigir el cumplimiento de los compromisos asumidos en las cumbres de Jomtien y Dakar. Durante este periodo, más de 100 coaliciones educativas coordinan actividades en todo el mundo, enfocadas en temas como la equidad educativa, el acceso universal y la financiación de sistemas educativos inclusivos.
Las acciones típicas incluyen la organización de foros y debates, talleres en escuelas y comunidades, y campañas de sensibilización pública, todas dirigidas a instar a los gobiernos y actores internacionales a cumplir sus compromisos con la educación. Además, se fomenta la participación activa de la sociedad civil a través de manifestaciones públicas, la creación de materiales educativos y la difusión de mensajes en medios de comunicación y redes sociales. A lo largo de los años, cada edición ha abordado temas específicos, como la educación de niñas y mujeres, el acceso a la educación en contextos de emergencia, y la mejora de las condiciones del profesorado.

## Temas
- 2002: Sumando fuerzas para facilitar acceso a la educación[8]
- 2003: Gender parity in education,[8] ('Paridad de género en educación')
- 2004: 100 million children with no access to education,[8] ('100 millones de niños sin acceso a la educación')
- 2005: Send My Friend to School campaign,[8] ('Envía a Mi Amigo a la Escuela')
- 2006: Worldwide shortage of teachers,[8] ('Escasez mundial de docentes')
- 2007: Education as a human right,[8] ('Educación como derecho humano')
- 2008: Quality Education to End Exclusion,[8] ('Educación de calidad para poner fin a la exclusión')
- 2009: Libros Abiertos, Puertas Abiertas[8]
- 2010: La financiación de la educación pública de calidad: un derecho de todos[8]
- 2011: La educación de las niñas y las mujeres[9]
- 2012: ¡Derechos desde el principio! ¡Educación y cuidados de la primera infancia, ya![10]
- 2013: Cada niño necesita a un docente[11]
- 2014: Igualdad de derechos, Igualdad de oportunidades: Educación y discapacidad[12]
- 2015: ¡Vota por la educación![13]
- 2016: ¡Financiar el futuro![14]
- 2018: La educación el camino hacia la paz ¡Deja tu huella![15]
- 2019: Mi educación, Mi (s) derecho (s)[16]
- 2020: Faltan 10 años para 2030: soluciones, recomendaciones y planes de acción de la sociedad civil para alcanzar el ODS 4[17]
- 2021: ¡Es hora de actuar![18]
- 2022: #MilMillonesDeVoces[19]
- 2023: Invirtiendo en un Mundo Justo: Por la Descolonización del Financiamiento de la Educación ¡Ya![20]
- 2024: Educación transformadora[21]